# 住吉町 (阿南市)
住吉町（すみよしちょう）は、徳島県阿南市の町名。2014年3月31日現在の人口は332人、世帯数は128世帯。郵便番号は〒774-0041。

## 地理
阿南市の北東部に位置し、北は那賀川を挟んで那賀川町中島、東は原ケ崎町、南は西路見町・領家町、西は横見町に接する。地内を桑野川が北東流し、両岸には住吉橋が結ぶ。

### 河川
- 那賀川
- 桑野川

### 小字
| - 大原 - 北久保 - 須サキ - 問屋前 - トサキ | - 中筋 - 西畭 - 東畭 - 宝田 - 南久保 | - 宮ノ北 - 室ノ内 - 元久保 - 横見境 - 六反地 |  |

## 歴史
江戸期から町村制の施行された1889年（明治22年）にかけては那東郡及び那賀郡の村であった。
その後、同郡富岡町芥原と改称し、1958年（昭和33年）に阿南市が誕生した際に、現在の町名となる。

## 施設
- 那賀川河川敷緑地

## 交通

### 道路
国道
- 国道55号（阿南道路）

都道府県道
- 徳島県道141号大林那賀川阿南線
- 徳島県道191号富岡港南島線

### 路線バス
徳島バス
- 住吉